# Palisse
Palisse település Franciaországban, Corrèze megyében. Lakosainak száma 220 fő (2022. január 1.). Palisse Chirac-Bellevue, Combressol, Darnets, Lamazière-Basse, Neuvic, Saint-Angel és Valiergues községekkel határos.

## Népesség
A település népességének változása:
| Lakosok száma | 293  | 260  | 256  | 227  | 234  | 231  | 225  | 222  | 221  | 220  |
|               | 1968 | 1982 | 1990 | 2006 | 2013 | 2015 | 2017 | 2019 | 2020 | 2022 |